# Pallavolo ai Giochi della solidarietà islamica - Torneo maschile
Il torneo maschile di pallavolo ai Giochi della solidarietà islamica è una competizione pallavolistica per squadre nazionali, organizzata con cadenza quadriennale dall'ISSF, durante i Giochi della solidarietà islamica.

## Edizioni
| Edizione      | Edizione      | Podio    | Podio       | Podio   |
| Anno          | Organizzatore | Campione | Seconda     | Terza   |
| ------------- | ------------- | -------- | ----------- | ------- |
| 2005 Dettagli | La Mecca      | Iran     | Egitto      | Algeria |
| 2013 Dettagli | Palembang     | Iran     | Egitto      | Turchia |
| 2017 Dettagli | Baku          | Iran     | Azerbaigian | Algeria |
| 2021 Dettagli | Konia         | Iran     | Camerun     | Turchia |

## Medagliere
| Pos. | Squadra     | 1º posto | 2º posto | 3º posto | Totale |
| ---- | ----------- | -------- | -------- | -------- | ------ |
| 1    | Iran        | 4        | -        | -        | 4      |
| 2    | Egitto      | -        | 2        | -        | 2      |
| 3    | Azerbaigian | -        | 1        | -        | 1      |
| 3    | Camerun     | -        | 1        | -        | 1      |
| 4    | Algeria     | -        | -        | 2        | 2      |
| 4    | Turchia     | -        | -        | 2        | 2      |